# Katsuyuki Tanaka
Katsuyuki Tanaka (japanisch 田中 克幸 Tanaka Katsuyuki; * 15. März 2002 in der Präfektur Okayama) ist ein japanischer Fußballspieler.

## Karriere

### Verein
Katsuyuki Tanaka erlernte das Fußballspielen in der Jugendmannschaft des FC Viparte, in der Schulmannschaft der Teikyo Nagaoka High School sowie in der Universitätsmannschaft der Meiji-Universität. Seinen ersten Vertrag unterschrieb er am 1. Februar 2024 bei Hokkaido Consadole Sapporo. Der Verein aus Sapporo spielt in der ersten Liga. Sein Erstligadebüt gab Katsuyuki Tanaka am 24. Februar 2024 (1. Spieltag) im Auswärtsspiel gegen Avispa Fukuoka. Bei dem 0:0-Unentschieden wurde er in der 85. Minute für Yoshiaki Komai eingewechselt. Am Ende der Saison 2024 belegte der mit Hokkaido den 19. Tabellenplatz und musste somit in die zweite Liga absteigen.

### Nationalmannschaft
Katsuyuki Tanaka spielte 2020 einmal in der japanischen U18-Nationalmannschaft. Hier kam er am 29. Januar 2020 in einem Freundschaftsspiel gegen Spanien zum Einsatz.